# Sokratis Lagudakis
Sokratis Lagudakis (gr. Σωκράτης Λαγουδάκης, ur. 1861 lub 1863 na Krecie, zm. 3 czerwca 1944 w Aleksandrii) – grecki lekkoatleta, lekarz. Uczestnik pierwszych nowożytnych igrzysk olimpijskich w 1896 roku.
Pochodził z zamożnej rodziny trudniącej się handlem i medycyną (jego ojciec był znanym lekarzem w Konstantynopolu). Studiował medycynę w Atenach (specjalista w mikrobiologii), później wyjechał na studia do Paryża. Uczestniczył w życiu kulturalnym tego miasta, występował w biegach długodystansowych, poznał też m.in. Pierre'a de Coubertina.
Podczas igrzysk olimpijskich w Atenach w 1896 roku brał udział w biegu maratońskim. Był ostatnim (dziewiątym) zawodnikiem, który dobiegł do mety. Z racji tego, że studiował i mieszkał w Paryżu, przez niektóre źródła jest wymieniany jako reprezentant Francji. Sam Lagudakis podkreślał jednak, że czuje się Grekiem.
Biegle posługiwał się francuskim. Według paryskiego Paris-Soir (1936) to on miał uczestniczyć w rozmowach z Jeorjosem Awerofem, greckim bogaczem i filantropem, który finalnie sam sfinansował odbudowę głównego stadionu pierwszych igrzysk olimpijskich.
Uczestnik powstania kreteńskiego z 1889 roku i wojny grecko-tureckiej z 1897 roku.
W 1934 roku, w celach badawczych, zainfekował się trądem. W tym celu pobrał krew od trzech różnych nosicieli tego schorzenia. Wyjechał na leczenie do Egiptu, w którym zmarł. Był żonaty z Elpiniki.